# Piper sorsogonum
Piper sorsogonum är en pepparväxtart som beskrevs av C. Dc.. Piper sorsogonum ingår i släktet Piper och familjen pepparväxter. Inga underarter finns listade i Catalogue of Life.